# ぽるん
ぽるん（Pollun、11月23日 - ）は、日本の女性アーティスト、歌手、作詞家、詩人、エッセイスト。
神奈川県出身。絵本の紹介やオリジナル雑貨の製作も行う。

## 経歴
中学生の頃から楽曲制作を開始し、中学・高校とオリジナルバンドで活動する。
1999年の春にはShoeというバンドでソニー・ミュージックエンタテインメントからメジャーデビューが決定していたものの、バンド形態に疑問を抱き脱退し、バンドは解散。
その年の夏にX JAPANのYOSHIKIの目に留り、YOSHIKIが主宰するエクスタシーレコードとソロ契約を締結。
2000年7月にエクスタシー・ジャパンの第1弾アーティストとして「Shiro」（シロ）の名でメジャーデビューを果たした。デビュー曲はYOSHIKIプロデュースの「Pearl」。本人作詞のこの曲は、フジテレビのドラマ「バスストップ」のオープニング曲となった。
デビュー後はbayfmで『Radio Letter from Shiro』と題したラジオ番組でパーソナリティも務めた。
しかし、3年間のメジャー活動の中で「より心に届く 優しい歌」への想いから、活動のフィールドをインディーズへ移す。その際に、名前を「Shiro」から現在の「ぽるん」へと改名。
2003年に自主制作CD「新しい朝」（3曲入り）を発表し、インディーズでの活動をスタートさせた。

## ディスコグラフィ

### アルバム
- 「Love&People」

### シングル
- 「Pearl」（2000年）
- 「透明な自分」（2000年）
- 「新しい朝」（2003年）